# Station Nodeland
Station Nodeland is een spoorwegstation in Nodeland in de gemeente Kristiansand in het zuiden van Noorwegen. Het station ligt aan Sørlandsbanen.